# Welcome Home (Sanitarium)
Pour les articles homonymes, voir Welcome Home et Sanitarium.
Singles de Metallica
Battery
(1986) Eye of the Beholder
(1988)
Pistes de Master of Puppets
The Thing That Should Not Be Disposable Heroes
Welcome Home (Sanitarium) est la quatrième chanson de Master of Puppets, l'album de Metallica sorti en 1986. Elle a été inspirée par le film Vol au-dessus d'un nid de coucou, lui-même inspiré du roman du même nom de Ken Kesey.

## Welcome Home (Sanitarium)
- Welcome Home (Sanitarium)    •06:27•      (Hetfield/Ulrich/Hammett)

## Reprises
- Anthrax
- Apocalyptica (Plays Metallica by Four Cellos)
- Limp Bizkit (Metallica Tribute / MTV Metallica Icon 2003 / Summer Sanitarium Tour 2003)
- Dream Theater (Bootleg Master Of Metallica de l'album Master Of Puppets)
- Bullet for My Valentine (The Poison)
- Razed in Black
- Thunderstone (Tribute to the Four Horsemen)

### Musiciens
- James Hetfield : Chants, Piano & Guitare Rythmique
- Lars Ulrich : Batterie
- Cliff Burton : Basse
- Kirk Hammett : Guitare Solo